# Тимкове
Ти́мкове — село в Україні, у Слобідській селищній громаді у Подільського району Одеської області.

## Географія
Село розташоване за 223 км від обласного центру, 33 км від районного центру та 35 км від міста Кодима, що проходить автошляхом територіального значення Т 1622.
У селі розташований пункт пропуску через молдавсько-український кордон Тимкове — Броштень у селі Броштяни. Найближча залізнична станція Слобідка (за 5 км).

## Історія
Село назване на честь козака Тимка, що втік після розвалу Запорізької січі Катериною ІІ. Він оселився в цих землях і вів повстанську діяльність проти поміщиків.
Під час організованого радянською владою Голодомору 1932—1933 років померло щонайменше 10 жителів села.
Колишній орган місцевого самоврядування — Тимківська сільська рада.
12 червня 2020 року, відповідно до розпорядження Кабінету Міністрів України «Про визначення адміністративних центрів та затвердження територій територіальних громад Одеської області», село увійшло до складу Слобідської селищної громади Кодимського району.
17 липня 2020 року, в результаті адміністративно-територіальної реформи та ліквідації Кодимського району, село увійшло до складу Подільського району.

## Населення
За переписом УРСР 1989 року чисельність наявного населення села становила 894 особи, з яких 368 чоловіків та 526 жінок.
За переписом населення України 2001 року в селі мешкали 794 особи.

## Мова
Розподіл населення за рідною мовою за даними перепису 2001 року:
| Мова       | Відсоток |
| ---------- | -------- |
| українська | 92,71 %  |
| російська  | 3,77 %   |
| румунська  | 3,39 %   |